# Discographie de Daft Punk
Cet article détaille la discographie du groupe de musique électronique français Daft Punk.

## Albums

### Albums studio
| Album                                                         | Sortie          | Label             | Meilleure position | Meilleure position | Meilleure position | Meilleure position | Meilleure position | Meilleure position | Meilleure position | Meilleure position | Meilleure position | Meilleure position | Meilleure position | Meilleure position | Meilleure position | Meilleure position | Certifications |
| Album                                                         | Sortie          | Label             | FRA                | ALL                | AUS                | AUT                | BEL (FL)           | BEL (WAL)          | CAN                | É-U                | N-Z                | NOR                | P-B                | R-U                | SUÈ                | SUI                | Certifications |
| ------------------------------------------------------------- | --------------- | ----------------- | ------------------ | ------------------ | ------------------ | ------------------ | ------------------ | ------------------ | ------------------ | ------------------ | ------------------ | ------------------ | ------------------ | ------------------ | ------------------ | ------------------ | --- |
| Homework                                                      | 20 janvier 1997 | Virgin, Soma (en) | 3                  | 17                 | 37                 | 34                 | 7                  | 9                  | 15                 | 150                | 8                  | 40                 | 25                 | 8                  | 16                 | 43                 | - : Platine - : Platine - : 2 × Platine - : Or - : Platine                                                          |
| Discovery                                                     | 9 mars 2001     | Virgin Records    | 2                  | 24                 | 7                  | 6                  | 1                  | 3                  | 2                  | 44                 | 8                  | 3                  | 11                 | 2                  | 7                  | 6                  | - : 3 × Platine - : Or - : Or - : Or - : Or - : Or - : 2 × Platine - : Or                                           |
| Human After All                                               | 14 mars 2005    | Virgin Records    | 3                  | 6                  | 36                 | 23                 | 8                  | 11                 | —                  | 98                 | 27                 | 36                 | 40                 | 10                 | 30                 | 8                  | - : 2 × Or - : Argent                                                                                               |
| Random Access Memories                                        | 17 mai 2013     | Columbia Records  | 1                  | 1                  | 1                  | 1                  | 1                  | 1                  | 1                  | 1                  | 1                  | 1                  | 2                  | 1                  | 2                  | 1                  | - : Diamant - : Platine - : 2 × Platine - : Platine - : 2 × Platine - : Platine - : Platine - : Platine - : Platine |
| "—" Signifie que l'album n'est pas sorti ou n'est pas classé. |                 |                   |                    |                    |                    |                    |                    |                    |                    |                    |                    |                    |                    |                    |                    |                    | |

### Compilations
| Album                                                         | Sortie          | Label               | Meilleure position | Meilleure position | Meilleure position | Meilleure position | Meilleure position | Meilleure position | Meilleure position | Certifications |
| Album                                                         | Sortie          | Label               | FRA                | ALL                | AUS                | BEL (FL)           | BEL (WAL)          | R-U                | SUI                | Certifications |
| ------------------------------------------------------------- | --------------- | ------------------- | ------------------ | ------------------ | ------------------ | ------------------ | ------------------ | ------------------ | ------------------ | -------------- |
| Musique Vol. 1: 1993-2005                                     | 4 avril 2006    | Virgin Records      | 6                  | 90                 | 14                 | 38                 | 18                 | 34                 | 36                 | - : Or         |
| Homework (25th Anniversary Edition)                           | 22 février 2022 | Warner Music France | —                  | —                  | —                  | —                  | —                  | —                  | —                  |                |
| Random Access Memories (10th Anniversary Edition) (en)        | 12 mai 2023     | Columbia, Legacy    | —                  | —                  | —                  | —                  | —                  | —                  | —                  |                |
| "—" Signifie que l'album n'est pas sorti ou n'est pas classé. |                 |                     |                    |                    |                    |                    |                    |                    |                    |                |

### Albums live
| Album                                                         | Sortie           | Label          | Meilleure position | Meilleure position | Meilleure position | Meilleure position | Meilleure position | Meilleure position | Meilleure position | Meilleure position | Certifications                    |
| Album                                                         | Sortie           | Label          | FRA                | AUS                | BEL (FL)           | BEL (WAL)          | É-U                | P-B                | R-U                | SUI                | Certifications                    |
| ------------------------------------------------------------- | ---------------- | -------------- | ------------------ | ------------------ | ------------------ | ------------------ | ------------------ | ------------------ | ------------------ | ------------------ | --------------------------------- |
| Alive 1997                                                    | 1 octobre 2001   | Virgin Records | 25                 | —                  | —                  | —                  | —                  | —                  | —                  | —                  |                                   |
| Alive 2007                                                    | 16 novembre 2007 | Virgin Records | 1                  | 20                 | 6                  | 6                  | 169                | 47                 | 86                 | 17                 | - : 2 × Platine - : Or - : Argent |
| "—" Signifie que l'album n'est pas sorti ou n'est pas classé. |                  |                |                    |                    |                    |                    |                    |                    |                    |                    |                                   |

### Bande originale
| Album                                                         | Sortie          | Label               | Meilleure position | Meilleure position | Meilleure position | Meilleure position | Meilleure position | Meilleure position | Meilleure position | Meilleure position | Meilleure position | Meilleure position | Meilleure position | Meilleure position | Certifications              |
| Album                                                         | Sortie          | Label               | FRA                | ALL                | AUS                | AUT                | BEL (FL)           | BEL (WAL)          | CAN                | É-U                | N-Z                | P-B                | SUÈ                | SUI                | Certifications              |
| ------------------------------------------------------------- | --------------- | ------------------- | ------------------ | ------------------ | ------------------ | ------------------ | ------------------ | ------------------ | ------------------ | ------------------ | ------------------ | ------------------ | ------------------ | ------------------ | --------------------------- |
| Tron: Legacy                                                  | 6 décembre 2010 | Walt Disney Records | 25                 | 17                 | 17                 | 14                 | 14                 | 20                 | 17                 | 4                  | 27                 | 83                 | 45                 | 21                 | - : Or - : Or - : Or - : Or |
| "—" Signifie que l'album n'est pas sorti ou n'est pas classé. |                 |                     |                    |                    |                    |                    |                    |                    |                    |                    |                    |                    |                    |                    |                             |

### Albums de remixes
| Album                                                         | Sortie           | Label               | Meilleure position | Meilleure position | Meilleure position | Meilleure position | Meilleure position | Meilleure position | Meilleure position | Meilleure position |
| Album                                                         | Sortie           | Label               | FRA                | BEL (FL)           | BEL (WAL)          | CAN                | É-U                | R-U                | SUÈ                | SUI                |
| ------------------------------------------------------------- | ---------------- | ------------------- | ------------------ | ------------------ | ------------------ | ------------------ | ------------------ | ------------------ | ------------------ | ------------------ |
| Daft Club                                                     | 2 décembre 2003  | Virgin Records      | 130                | —                  | —                  | —                  | —                  | —                  | —                  | 69                 |
| Human After All: Remixes                                      | 29 mars 2006     | Toshiba EMI         | —                  | —                  | —                  | —                  | —                  | —                  | —                  | —                  |
| Tron: Legacy R3CONFIGUR3D                                     | 5 avril 2011     | Walt Disney Records | —                  | 91                 | 100                | 24                 | 16                 | 59                 | 41                 | —                  |
| Homework (Remixes) (en)                                       | 22 février 2022  | Warner Music France | 28                 | —                  | —                  | —                  | —                  | —                  | —                  | 17                 |
| Random Access Memories (Drumless Edition)                     | 17 novembre 2023 | Columbia, Legacy    | —                  | —                  | —                  | —                  | —                  | —                  | —                  | —                  |
| "—" Signifie que l'album n'est pas sorti ou n'est pas classé. |                  |                     |                    |                    |                    |                    |                    |                    |                    |                    |

## EPs
| EP               | Année |
| ---------------- | ----- |
| The New Wave     | 1994  |
| Around the World | 1997  |

## Singles

### Artistes principaux
| Titre                                                                      | Année | Meilleure Position | Meilleure Position | Meilleure Position | Meilleure Position | Meilleure Position | Meilleure Position | Meilleure Position | Meilleure Position | Meilleure Position | Meilleure Position | Meilleure Position | Meilleure Position | Certifications | Album                                                  |
| Titre                                                                      | Année | FRA                | ALL                | AUS                | BEL (FL)           | BEL (WAL)          | É-U                | É-U Club           | FIN                | P-B                | R-U                | SUÈ                | SUI                | Certifications | Album                                                  |
| -------------------------------------------------------------------------- | ----- | ------------------ | ------------------ | ------------------ | ------------------ | ------------------ | ------------------ | ------------------ | ------------------ | ------------------ | ------------------ | ------------------ | ------------------ | --- | ------------------------------------------------------ |
| The New Wave                                                               | 1994  | —                  | —                  | —                  | —                  | —                  | —                  | —                  | —                  | —                  | —                  | —                  | —                  | |                                                        |
| Da Funk                                                                    | 1996  | 7                  | —                  | 31                 | 20                 | 9                  | —                  | 1                  | 16                 | 96                 | 7                  | 33                 | —                  | - : Argent | Homework                                               |
| Around the World                                                           | 1997  | 5                  | 16                 | 11                 | 15                 | 4                  | 61                 | 1                  | 9                  | 28                 | 5                  | 20                 | 14                 | - : Argent - : Or - : Argent                                                                                        | Homework                                               |
| Burnin'                                                                    | 1997  | 29                 | —                  | —                  | —                  | 38                 | —                  | —                  | 20                 | —                  | 30                 | —                  | —                  | | Homework                                               |
| Revolution 909                                                             | 1998  | 50                 | —                  | —                  | 50                 | —                  | —                  | 12                 | —                  | —                  | 47                 | —                  | —                  | | Homework                                               |
| One More Time                                                              | 2000  | 1                  | 7                  | 10                 | 6                  | 7                  | 61                 | 1                  | 8                  | 14                 | 2                  | 26                 | 6                  | - : Or - : Or - : Or - : Or - : Or - : Or                                                                           | Discovery                                              |
| Aerodynamic                                                                | 2001  | 34                 | —                  | —                  | 42                 | 24                 | —                  | —                  | 19                 | 73                 | —                  | —                  | 46                 | | Discovery                                              |
| Digital Love                                                               | 2001  | 33                 | 85                 | —                  | —                  | 38                 | —                  | 9                  | —                  | —                  | 14                 | —                  | 60                 | | Discovery                                              |
| Harder, Better, Faster, Stronger                                           | 2001  | 17                 | —                  | —                  | —                  | 38                 | —                  | 3                  | —                  | —                  | 25                 | —                  | 70                 | - : Argent | Discovery                                              |
| Face to Face                                                               | 2003  | —                  | —                  | —                  | —                  | —                  | —                  | 1                  | —                  | —                  | —                  | —                  | —                  | | Discovery                                              |
| Something About Us                                                         | 2003  | 93                 | —                  | —                  | —                  | —                  | —                  | —                  | —                  | —                  | —                  | —                  | —                  | | Discovery                                              |
| Robot Rock                                                                 | 2005  | 79                 | 100                | —                  | —                  | —                  | —                  | 15                 | 12                 | —                  | 32                 | —                  | —                  | | Human After All                                        |
| Steam Machine                                                              | 2005  | —                  | —                  | —                  | —                  | —                  | —                  | —                  | —                  | —                  | —                  | —                  | —                  | | Human After All                                        |
| Technologic                                                                | 2005  | —                  | 82                 | —                  | —                  | —                  | —                  | 10                 | —                  | —                  | 40                 | 29                 | 63                 | | Human After All                                        |
| Human After All                                                            | 2005  | 93                 | —                  | —                  | —                  | —                  | —                  | —                  | —                  | —                  | —                  | —                  | —                  | | Human After All                                        |
| The Prime Time of Your Life                                                | 2006  | —                  | —                  | —                  | —                  | —                  | —                  | —                  | —                  | —                  | —                  | —                  | —                  | | Human After All                                        |
| Harder, Better, Faster, Stronger (Alive 2007)                              | 2007  | 19                 | —                  | 43                 | 16                 | 17                 | —                  | —                  | —                  | —                  | —                  | —                  | 50                 | | Alive 2007                                             |
| Derezzed                                                                   | 2010  | 81                 | —                  | —                  | —                  | —                  | —                  | —                  | —                  | —                  | —                  | —                  | —                  | | Tron: Legacy                                           |
| Get Lucky (feat Pharrell Williams & Nile Rodgers)                          | 2013  | 1                  | 1                  | 1                  | 1                  | 1                  | 2                  | 1                  | 2                  | 2                  | 1                  | 2                  | 1                  | - : Diamant - : 2 × Platine - : 6 × Platine - : Platine - : 5 × Platine - : 4 × Platine - : 2 × Platine - : Platine | Random Access Memories                                 |
| Lose Yourself to Dance (feat Pharrell Williams & Nile Rodgers)             | 2013  | 31                 | —                  | —                  | 32                 | 38                 | —                  | 1                  | —                  | —                  | 49                 | 42                 | 59                 | | Random Access Memories                                 |
| Doin' It Right (feat Panda Bear)                                           | 2013  | 63                 | —                  | —                  | —                  | —                  | —                  | 17                 | —                  | —                  | —                  | —                  | —                  | | Random Access Memories                                 |
| Instant Crush (feat Julian Casablancas)                                    | 2013  | 4                  | —                  | —                  | 23                 | 5                  | —                  | 20                 | —                  | —                  | —                  | 37                 | 40                 | | Random Access Memories                                 |
| Give Life Back to Music (feat Nile Rodgers)                                | 2014  | 23                 | —                  | —                  | —                  | —                  | —                  | 9                  | —                  | —                  | —                  | 35                 | 58                 | | Random Access Memories                                 |
| The Writing of Fragments of Time (avec Todd Edwards)                       | 2023  | —                  | —                  | —                  | —                  | —                  | —                  | —                  | —                  | —                  | —                  | —                  | —                  | | Random Access Memories (10th Anniversary Edition) (en) |
| GLBTM (Studio Outtakes)                                                    | 2023  | —                  | —                  | —                  | —                  | —                  | —                  | —                  | —                  | —                  | —                  | —                  | —                  | | Random Access Memories (10th Anniversary Edition) (en) |
| Infinity Repeating (2013 Demo) (en) (feat Julian Casablancas et The Voidz) | 2023  | —                  | —                  | —                  | —                  | —                  | —                  | —                  | —                  | —                  | —                  | —                  | —                  | | Random Access Memories (10th Anniversary Edition) (en) |
| Within (Drumless Edition)                                                  | 2023  | —                  | —                  | —                  | —                  | —                  | —                  | —                  | —                  | —                  | —                  | —                  | —                  | | Random Access Memories (Drumless Edition)              |
| Motherboard (Drumless Edition)                                             | 2023  | —                  | —                  | —                  | —                  | —                  | —                  | —                  | —                  | —                  | —                  | —                  | —                  | | Random Access Memories (Drumless Edition)              |
| "—" Signifie que le single n'est pas sorti ou n'est pas classé.            |       |                    |                    |                    |                    |                    |                    |                    |                    |                    |                    |                    |                    | |                                                        |

### Artistes invités
| Titre                                        | Année | Meilleure Position | Meilleure Position | Meilleure Position | Meilleure Position | Meilleure Position | Meilleure Position | Meilleure Position | Meilleure Position | Meilleure Position | Meilleure Position | Meilleure Position | Meilleure Position | Certifications                                                                                              | Album   |
| Titre                                        | Année | FRA                | ALL                | AUS                | BEL (FL)           | BEL (WAL)          | É-U                | É-U Club           | FIN                | P-B                | R-U                | SUÈ                | SUI                | Certifications                                                                                              | Album   |
| -------------------------------------------- | ----- | ------------------ | ------------------ | ------------------ | ------------------ | ------------------ | ------------------ | ------------------ | ------------------ | ------------------ | ------------------ | ------------------ | ------------------ | --- | ------- |
| Starboy (The Weeknd feat Daft Punk)          | 2016  | 1                  | 3                  | 2                  | 2                  | 1                  | 1                  | 2                  | 3                  | 1                  | 2                  | 1                  | 2                  | - : Diamant - : 3 × Platine - : 4 × Platine - : 2 × Platine - : 4 × Platine - : 2 × Platine - : 4 × Platine | Starboy |
| I Feel It Coming (The Weeknd feat Daft Punk) | 2016  | 1                  | 29                 | 7                  | 6                  | 3                  | 4                  | 12                 | 11                 | 4                  | 9                  | 5                  | 7                  | - : Diamant - : Or - : 3 × Platine - : Platine - : Platine - : 3 × Platine                                  | Starboy |

## Remixes et productions

### Remixes
| Titre                                         | Année | Artiste                                     | Coproducteur(s)                       | Album                     |
| --------------------------------------------- | ----- | ------------------------------------------- | ------------------------------------- | ------------------------- |
| Get Funky Get Down (Daft Punk Remix)          | 1995  | The Micronauts                              | The Micronauts                        | —                         |
| Life is Sweet (en) (Daft Punk Remix)          | 1995  | The Chemical Brothers                       | Christophe Monier et George Issakidis | —                         |
| Disco Cubizm (Daft Punk Remix)                |       | I:Cube                                      | I:Cube                                | —                         |
| Chord Memory (Daft Punk Remix)                | 1996  | Ian Pooley                                  | Ian Pooley                            | Musique Vol. 1: 1993-2005 |
| Forget About the World (en) (Daft Punk Remix) | 1996  | Gabrielle                                   | The Boilerhouse Boys                  | Musique Vol. 1: 1993-2005 |
| Mothership Reconnection (Daft Punk Remix)     | 1998  | Scott Grooves feat. Parliament - Funkadelic | Scott Grooves                         | Musique Vol. 1: 1993-2005 |
| Take Me Out (Daft Punk Remix)                 | 2004  | Franz Ferdinand                             | Tore Johansson                        | Evil Action               |
| Get Lucky (Daft Punk Remix)                   | 2013  | Daft Punk                                   | Daft Punk                             | Random Access Memories    |
| I Gotta Try You Girl (Daft Punk Remix)        | 2016  | Junior Kimbrough                            | Matthew Johnson et Bruce Watson       | —                         |

### Autres productions
| Titre             | Année | Artiste             | Coproducteur(s)                                                                                      | Album                 |
| ----------------- | ----- | ------------------- | --- | --------------------- |
| M18               | 1995  | Manu le Malin       | Manu le Malin                                                                                        | —                     |
| ß Wax             | 1995  | Daft Punk, DJ Kevin | DJ Kevin                                                                                             | Two Years Together    |
| HeartBreaker (en) | 2006  | Teriyaki Boyz       | — | Beef or Chicken? (en) |
| Hypnotize U (en)  | 2010  | N.E.R.D             | The Neptunes                                                                                         | Nothing (en)          |
| One More Time     | 2011  | Jamie Drastik       | — | Champagne and Cocaine |
| On Sight (en)     | 2013  | Kanye West          | Kanye West, Mike Dean et Benji B                                                                     | Yeezus                |
| Black Skinhead    | 2013  | Kanye West          | Kanye West, Gesaffelstein, Brodinski, Mike Dean, Lupe Fiasco, No ID, Jack Donoghue et Noah Goldstein | Yeezus                |
| I Am a God (en)   | 2013  | Kanye West          | Kanye West, Mike Dean, Hudson Mohawke                                                                | Yeezus                |
| Send It Up (en)   | 2013  | Kanye West          | Kanye West, Gesaffelstein, Brodinski, Mike Dean, Arca                                                | Yeezus                |
| Gust Of Wind      | 2014  | Pharrell Williams   | — | Girl                  |
| Starboy           | 2016  | The Weeknd          | The Weeknd, Doc McKinney et Cirkut                                                                   | Starboy               |
| I Feel It Coming  | 2016  | The Weeknd          | The Weeknd, Doc McKinney et Cirkut                                                                   | Starboy               |
| Overnight         | 2017  | Parcels             | Patrick Hetherington, Noah Hill, Louie Swain, Jules Crommelin, Anatole Serre                         | —                     |

## Filmographie

### Clips vidéo
| Titre                                                          | Année | Album                                                  | Réalisateur                                      |
| -------------------------------------------------------------- | ----- | ------------------------------------------------------ | ------------------------------------------------ |
| Rollin' and Scratchin' (Live)                                  | 1997  | Homework                                               | Philip Richardson                                |
| Da Funk                                                        | 1997  | Homework                                               | Spike Jonze                                      |
| Around the World                                               | 1997  | Homework                                               | Michel Gondry                                    |
| Burnin'                                                        | 1997  | Homework                                               | Seb Janiak                                       |
| Revolution 909                                                 | 1998  | Homework                                               | Roman Coppola                                    |
| Fresh                                                          | 1999  | Homework                                               | Daft Punk                                        |
| One More Time                                                  | 2001  | Discovery                                              | Kazuhisa Takenouchi                              |
| Aerodynamic                                                    | 2001  | Discovery                                              | Kazuhisa Takenouchi                              |
| Digital Love                                                   | 2001  | Discovery                                              | Kazuhisa Takenouchi                              |
| Harder, Better, Faster, Stronger                               | 2001  | Discovery                                              | Kazuhisa Takenouchi                              |
| Something About Us (Love Theme from Interstella 5555)          | 2003  | Discovery                                              | Kazuhisa Takenouchi                              |
| Robot Rock                                                     | 2005  | Human After All                                        | Daft Punk                                        |
| Technologic                                                    | 2005  | Human After All                                        | Daft Punk                                        |
| Television Rules the Nation                                    | 2005  | Human After All                                        | Daft Punk                                        |
| The Prime Time of Your Life                                    | 2006  | Human After All                                        | Tony Gardner (en)                                |
| Robot Rock (Daft Punk Maximum Overdrive Remix)                 | 2006  | Human After All: Remixes                               | Daft Punk et Cédric Hervet                       |
| Around the World / Harder, Better, Faster, Stronger            | 2007  | Alive 2007                                             | Olivier Gondry                                   |
| Derezzed                                                       | 2010  | Tron: Legacy                                           | Warren Fu (en)                                   |
| Lose Yourself to Dance (avec Pharrell Williams)                | 2013  | Random Access Memories                                 | Daft Punk, Warren Fu, Cédric Hervet et Paul Hahn |
| Instant Crush (avec Julian Casablancas)                        | 2013  | Random Access Memories                                 | Warren Fu                                        |
| The Writing of Fragments of Time (en) (avec Todd Edwards)      | 2023  | Random Access Memories (10th Anniversary Edition) (en) | Cédric Hervet                                    |
| Infinity Repeating (en) (avec Julian Casablancas et The Voidz) | 2023  | Random Access Memories (10th Anniversary Edition) (en) | Warren Fu                                        |

### Albums vidéo
| Titre                                                    | Date de sortie française | Label          | Format | Certifications       |
| -------------------------------------------------------- | ------------------------ | -------------- | ------ | -------------------- |
| DAFT: A Story About Dogs, Androids, Firemen and Tomatoes | 28 mars 2000             | Virgin Records | DVD    |                      |
| Interstella 5555: The Story of the Secret Star System    | 18 mai 2003              | Virgin Records | DVD    | - SNEP : 3 × Platine |

### Longs-métrages
| Titre                 | Date de sortie |
| --------------------- | -------------- |
| Daft Punk's Electroma | 2006           |

## Jeu vidéo
DJ Hero d'Activision, sorti en France le 29 octobre 2009, représente la première collaboration de Daft Punk avec un jeu vidéo, version « platines » de la licence Guitar Hero. Tout comme Metallica pour la version Guitar Hero, les musiciens de Daft Punk sont jouables et modélisés en 3D derrière leurs platines.
- Beastie Boys – Lee Majors Come Again vs. Daft Punk – Da Funk (produit et mixé par Cut Chemist)
- Daft Punk - Around The World vs. Young MC - Bust A Move
- Daft Punk - Da Funk vs. N.A.S.A. - Strange Enough ft. Karen O, ODB & Fatlip
- Daft Punk - Megamix 1 (Technologic vs. Television Rules the Nation vs. Around the World)
- Daft Punk - Megamix 2 (Robot Rock vs. Da Funk vs. Short Circuit)
- Daft Punk - Robot Rock vs. Hashim - Al Naafiysh (The Soul) (produit et mixé par The Scratch Perverts)
- Daft Punk - Robot Rock vs. Queen - We Will Rock You
- Daft Punk - Short Circuit vs. Boogie Down Productions - Jack Of Spades
- Daft Punk - Technologic vs. Gary Numan - Cars
- Daft Punk - Television Rules the Nation vs. No Doubt - Hella Good
- Queen – Another One Bites The Dust vs. Daft Punk – Da Funk

Activision utilise les robots durant la promotion du jeu : le jour de l'annonce de leur collaboration, une vidéo est mise en ligne montrant les avatars 3D de Daft Punk interpréter une version raccourcie de We Will Robot Rock You devant une foule en délire ; puis un spot publicitaire pour la version Xbox 360 est diffusé sur plusieurs chaînes de télévision aux alentours de sa sortie : reprenant les images du précédent trailer (mais sur le thème Megamix 1), l'image recule progressivement jusqu'à ce qu'on s'aperçoive qu'elle est reflétée sur leurs casques.
Le groupe n'est pas présent dans DJ Hero 2. Un remix de Human After All par les DJ de FreeStyleGames y est néanmoins jouable.